# タイソン・ロス
タイソン・ウィリアム・ロス（Tyson William Ross, 1987年4月22日 - ）は、アメリカ合衆国カリフォルニア州アラメダ郡バークレー出身の元プロ野球選手（投手）。右投右打。
6歳下の実弟ジョー・ロスも同じくMLB投手である。

## 経歴

### プロ入りまでとアスレチックス時代
カリフォルニア大学バークレー校時代の2007年7月にはブラジルのリオデジャネイロで行われた第15回パンアメリカン競技大会における野球競技のアメリカ代表に選出された。
2008年のMLBドラフト2巡目（全体58位）でオークランド・アスレチックスから指名を受け、契約金69万4800ドルで入団。
2010年は開幕ロースターに入り、4月7日の対シアトル・マリナーズ戦でメジャーデビュー。主にリリーフとして起用されていたが、7月7日にAAA級サクラメント・リバーキャッツに降格した。
2011年は4月後半から先発に回り、4試合連続でクオリティ・スタートを記録。しかし、5月19日の対ミネソタ・ツインズ戦で左斜筋を痛めて途中降板し、故障者リストに入った。7月25日にAAA級サクラメントでの調整を開始したが、今度は右肩の炎症に悩まされ、シーズン終了までメジャーに昇格することはなかった。

### パドレス時代

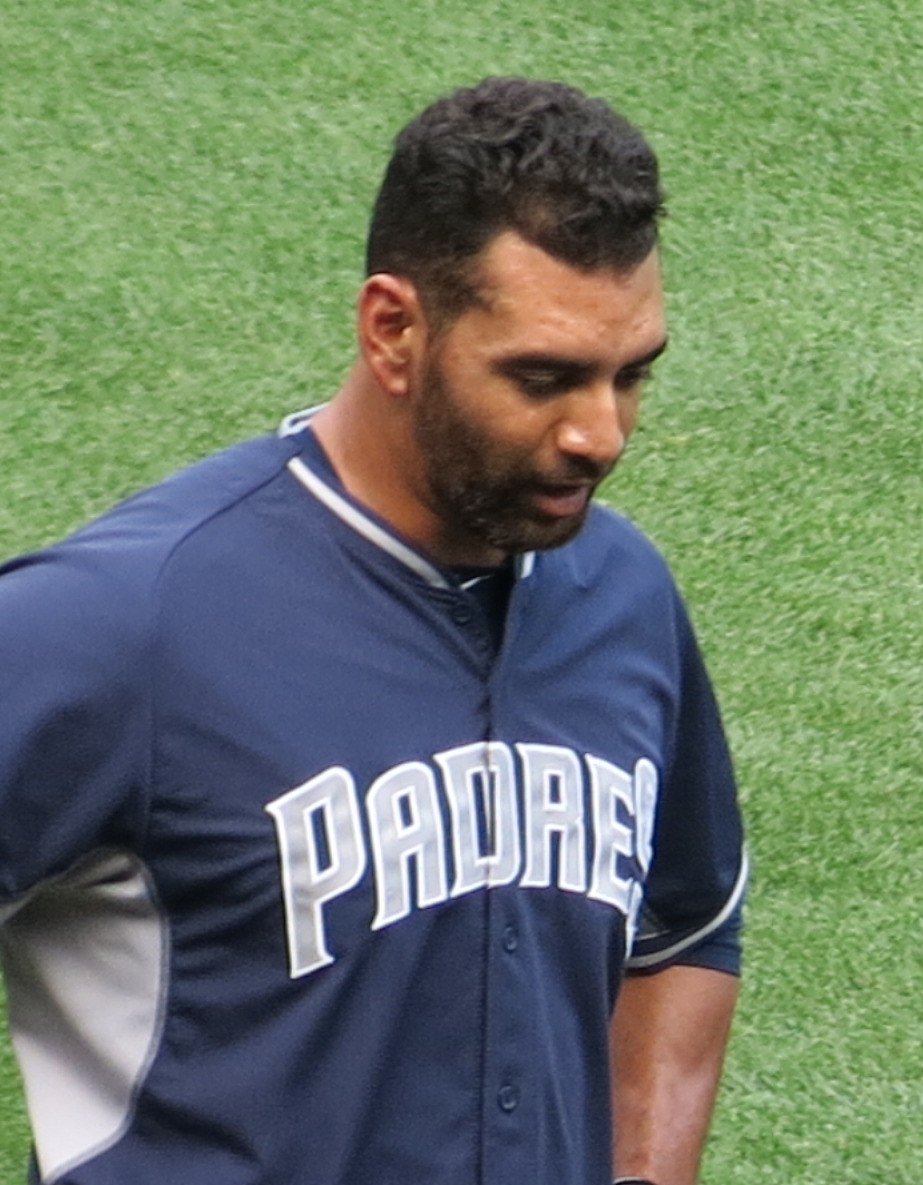
サンディエゴ・パドレス時代（2016年8月12日）

2012年11月16日にアンディ・パリーノ、アンドリュー・ワーナーとのトレードで、A.J.カービー・ジョーンズと共にサンディエゴ・パドレスへ移籍した。
2013年は7月下旬から先発に定着。先発時の援護率が2.84と援護に恵まれず3勝に留まったが、防御率3.17、125回で119奪三振を記録した。
2014年1月17日に球団と198万ドルの1年契約に合意。開幕から先発ローテーション入りし、7月2日の対シンシナティ・レッズ戦では3安打無四球でメジャー初完投・初完封を記録した。オールスターゲームに初選出されたが、直前に登板したため辞退した。最終的に13勝14敗、防御率2.81、195奪三振の好成績を挙げた。ゴロアウトを多く稼ぎ、37補殺は投手としてリーグ2位だった。
2015年1月16日に年俸調停を回避し、球団と1年525万ドルで契約。この年は前年ほどではないものの、10勝12敗、196回で防御率3.26、212奪三振の好成績だった。
2016年は開幕投手を務めた。4月9日に右肩痛で15日間の故障者リストに入り、8月25日にマイナーで復帰登板したものの、8月31日に60日間の故障者リストに移され、そのままシーズン終了となった。オフの12月2日にノンテンダーFAとなった。

### レンジャーズ時代
2017年1月19日にテキサス・レンジャーズと1年600万ドルで契約を結んだ。シーズンでは開幕から故障者リストで過ごしていたが、6月16日に復帰。同日の対マリナーズ戦で先発して5.2回を2失点の投球で2年ぶりの勝利を挙げた。9月12日に自由契約となった。この年は12試合（先発10試合）で防御率7.71と結果を残せなかった。

### パドレス復帰

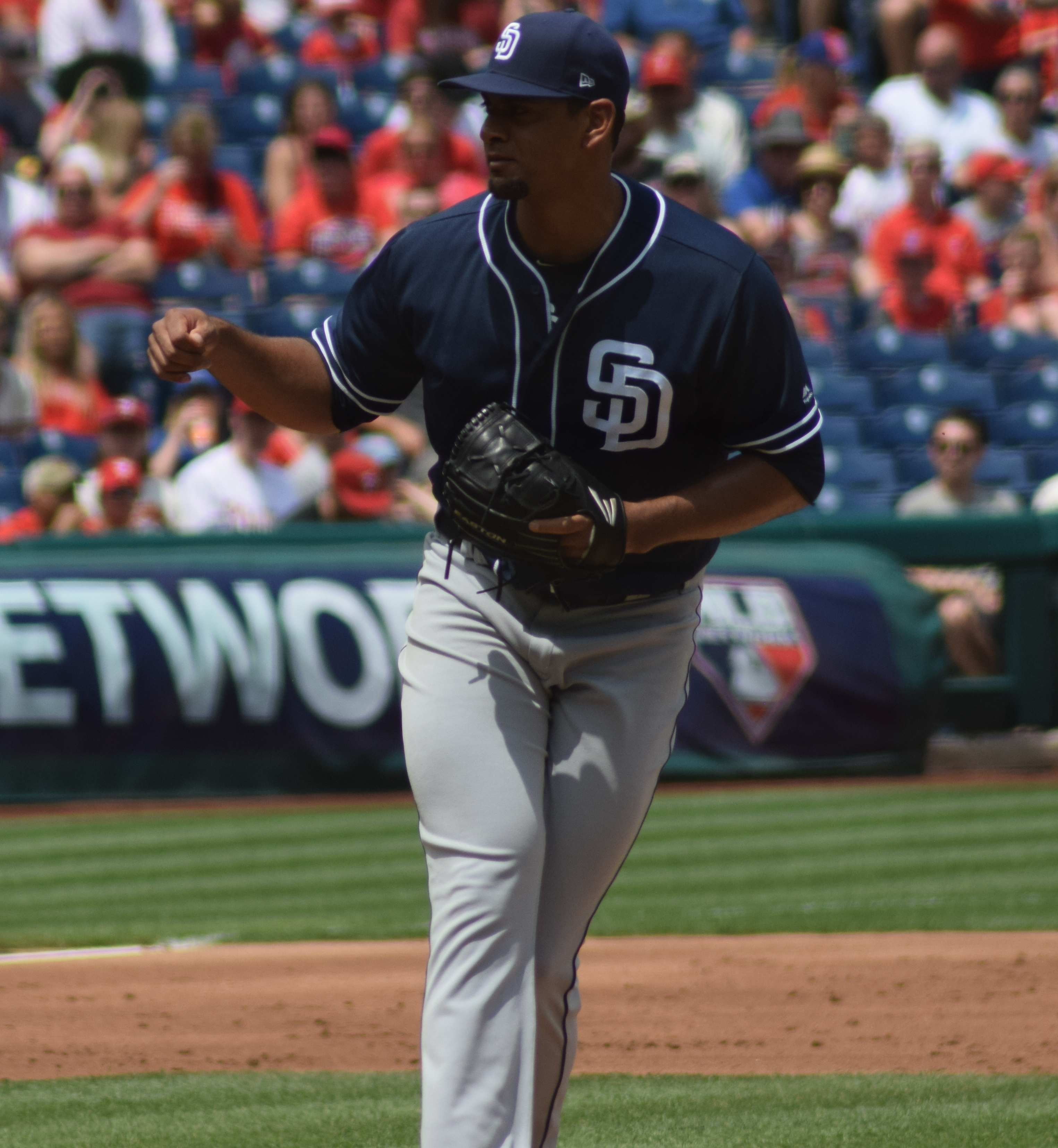
サンディエゴ・パドレス時代（2018年7月21日）

2017年12月29日にパドレスとマイナー契約を結び、開幕はマイナーで迎えた。
2018年4月3日にメジャー契約を結んで昇格し、開幕5試合目の同日の対コロラド・ロッキーズ戦の初登板で6回3失点の好投で勝利投手となった。4月20日の対アリゾナ・ダイヤモンドバックス戦では8回二死で代打のクリスチャン・ウォーカーに適時二塁打を打たれるまで3四球、無安打、10奪三振の好投を見せた。

### カージナルス時代

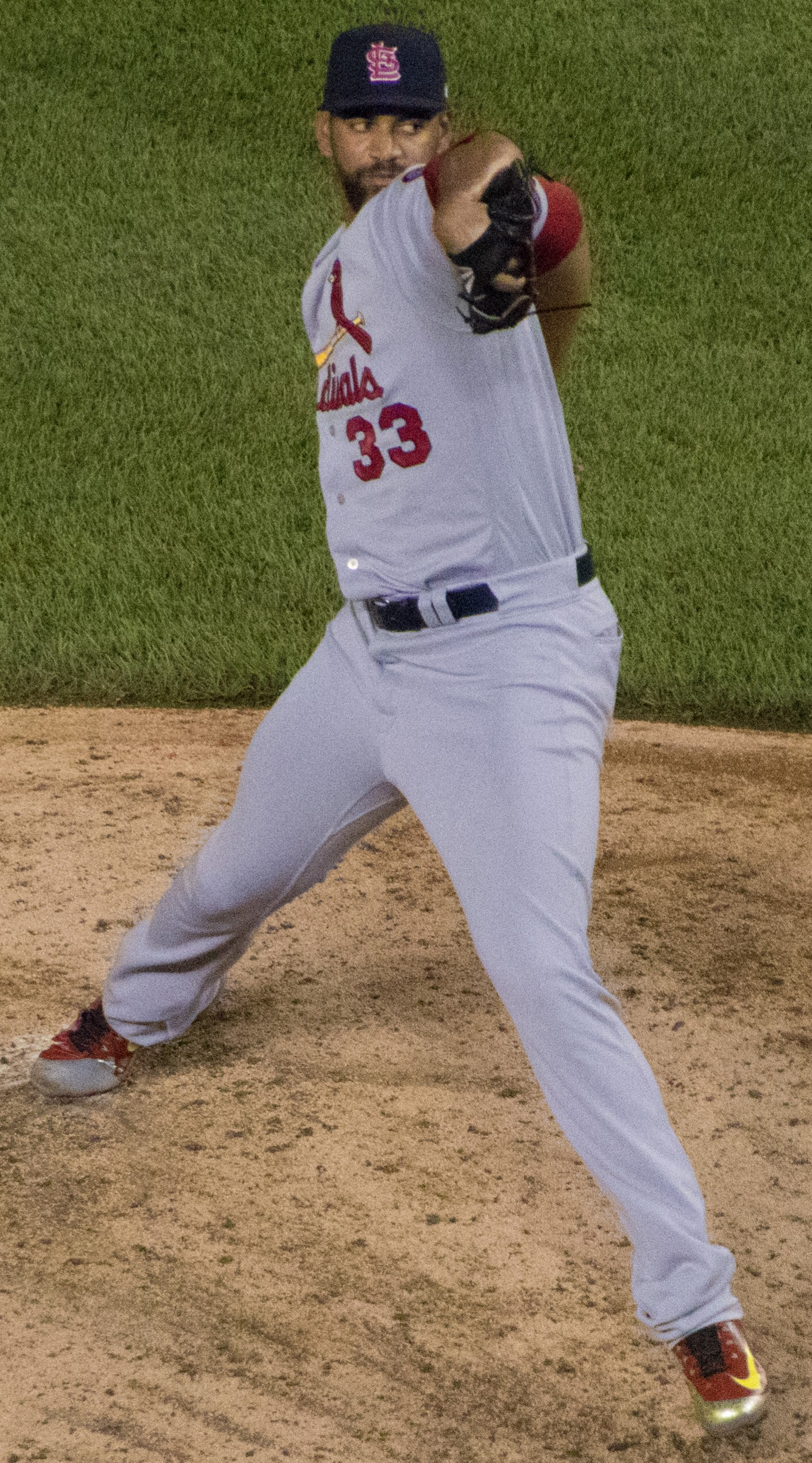
セントルイス・カージナルス時代（2018年9月4日）

2018年8月5日にウェイバー公示を経てセントルイス・カージナルスへ移籍した。オフの10月29日にFAとなった。

### タイガース時代
2018年12月10日にデトロイト・タイガースと1年575万ドルで契約した。
2019年オフの10月31日にFAとなった。

### ジャイアンツ傘下時代
2020年1月3日にサンフランシスコ・ジャイアンツと1年のマイナー契約（メジャー昇格なら年俸175万ドル＋出来高）に合意したが、6月25日にニック・ビンセントと共に自由契約となった。

### レンジャーズ傘下時代
2021年2月26日に古巣のレンジャーズと契約を結び、AAA級ラウンドロック・エクスプレスへ配属されたが登板することはなかった。

## 選手としての特徴
球種は、2014年以降は平均球速86 mph（約138 km/h）のスライダーを主体としており、さらに最速98.4 mph（約158 km/h）、平均約93 mph（約150 km/h）のツーシーム、フォーシームの計3球種でほとんどを占めている。（右打者に対しては）スライダーで三振を奪い、ツーシームで内野ゴロを打たせる投球スタイルで、奪三振率が徐々に向上しているのは、スライダーの割合が増えているためである。また、ごく稀にだが、チェンジアップ、シンカー、カーブ、カッターなども投げる場合がある。ゴロを打たせて捕る典型的なグラウンドボーラーで、ゴロ率はメジャー通算56%と高く、また被本塁打が少ない。
独特の投球フォームだが、スカウトからは「上半身に頼りすぎ」と指摘されている。そのため、足を高く上げて身体のひねりを加え、高い身長を生かしたフォームへの修正にコーチとともに取り組んでいる。

## 詳細情報

### 年度別投手成績
| 年 度     | 球 団     | 登 板 | 先 発 | 完 投 | 完 封 | 無 四 球 | 勝 利 | 敗 戦 | セ 丨 ブ | ホ 丨 ル ド | 勝 率 | 打 者 | 投 球 回 | 被 安 打 | 被 本 塁 打 | 与 四 球 | 敬 遠 | 与 死 球 | 奪 三 振 | 暴 投 | ボ 丨 ク | 失 点 | 自 責 点 | 防 御 率 | W H I P |
| --------- | --------- | ----- | ----- | ----- | ----- | -------- | ----- | ----- | -------- | ----------- | ----- | ----- | -------- | -------- | ----------- | -------- | ----- | -------- | -------- | ----- | -------- | ----- | -------- | -------- | ------- |
| 2010      | OAK       | 26    | 2     | 0     | 0     | 0        | 1     | 4     | 1        | 2           | .200  | 169   | 39.1     | 39       | 4           | 20       | 0     | 0        | 32       | 5     | 0        | 24    | 24       | 5.49     | 1.50    |
| 2011      | OAK       | 9     | 6     | 0     | 0     | 0        | 3     | 3     | 0        | 0           | .500  | 145   | 36.0     | 33       | 1           | 13       | 1     | 0        | 24       | 2     | 0        | 12    | 11       | 2.75     | 1.28    |
| 2012      | OAK       | 18    | 13    | 0     | 0     | 0        | 2     | 11    | 0        | 0           | .154  | 342   | 73.1     | 96       | 7           | 37       | 3     | 5        | 46       | 2     | 1        | 56    | 53       | 6.50     | 1.81    |
| 2013      | SD        | 35    | 16    | 0     | 0     | 0        | 3     | 8     | 0        | 0           | .273  | 504   | 125.0    | 100      | 8           | 44       | 4     | 7        | 119      | 7     | 0        | 51    | 44       | 3.17     | 1.15    |
| 2014      | SD        | 31    | 31    | 2     | 1     | 1        | 13    | 14    | 0        | 1           | .481  | 811   | 195.2    | 165      | 13          | 72       | 2     | 9        | 195      | 12    | 0        | 75    | 61       | 2.81     | 1.21    |
| 2015      | SD        | 33    | 33    | 1     | 0     | 0        | 10    | 12    | 0        | 0           | .455  | 823   | 196.0    | 172      | 9           | 84       | 3     | 8        | 212      | 14    | 0        | 78    | 71       | 3.26     | 1.31    |
| 2016      | SD        | 1     | 1     | 0     | 0     | 0        | 0     | 1     | 0        | 0           | .000  | 27    | 5.1      | 9        | 0           | 1        | 0     | 2        | 5        | 1     | 0        | 8     | 7        | 11.81    | 1.88    |
| 2017      | TEX       | 12    | 10    | 0     | 0     | 0        | 3     | 3     | 0        | 0           | .500  | 238   | 49.0     | 53       | 7           | 37       | 0     | 6        | 36       | 4     | 0        | 46    | 42       | 7.71     | 1.84    |
| 2018      | SD        | 22    | 22    | 0     | 0     | 0        | 6     | 9     | 0        | 0           | .400  | 530   | 123.1    | 112      | 16          | 52       | 3     | 7        | 107      | 4     | 0        | 64    | 61       | 4.45     | 1.33    |
| 2018      | STL       | 9     | 1     | 0     | 0     | 0        | 2     | 0     | 0        | 0           | 1.000 | 104   | 26.1     | 20       | 1           | 10       | 1     | 0        | 15       | 0     | 0        | 9     | 8        | 2.73     | 1.14    |
| '18計     | STL       | 31    | 23    | 0     | 0     | 0        | 8     | 9     | 0        | 0           | .471  | 634   | 149.2    | 132      | 17          | 62       | 4     | 7        | 122      | 4     | 0        | 73    | 69       | 4.15     | 1.30    |
| 2019      | DET       | 7     | 7     | 0     | 0     | 0        | 1     | 5     | 0        | 0           | .167  | 162   | 35.1     | 41       | 7           | 18       | 0     | 1        | 25       | 1     | 0        | 28    | 24       | 6.11     | 1.67    |
| MLB：10年 | MLB：10年 | 203   | 142   | 3     | 1     | 1        | 44    | 70    | 1        | 3           | .386  | 3855  | 904.2    | 840      | 73          | 388      | 17    | 45       | 816      | 52    | 1        | 451   | 406      | 4.04     | 1.36    |

- 2019年度シーズン終了時
- 各年度の太字はリーグ最高

### 年度別守備成績
| 年 度 | 球 団 | 投手（P） | 投手（P） | 投手（P） | 投手（P） | 投手（P） | 投手（P） |
| 年 度 | 球 団 | 試 合     | 刺 殺     | 補 殺     | 失 策     | 併 殺     | 守 備 率  |
| ----- | ----- | --------- | --------- | --------- | --------- | --------- | --------- |
| 2010  | OAK   | 26        | 2         | 8         | 0         | 0         | 1.000     |
| 2011  | OAK   | 9         | 2         | 4         | 1         | 0         | .857      |
| 2012  | OAK   | 18        | 8         | 16        | 0         | 1         | 1.000     |
| 2013  | SD    | 35        | 12        | 17        | 2         | 2         | .935      |
| 2014  | SD    | 31        | 16        | 37        | 3         | 3         | .946      |
| 2015  | SD    | 33        | 12        | 31        | 4         | 3         | .915      |
| 2016  | SD    | 1         | 1         | 0         | 0         | 0         | 1.000     |
| 2017  | TEX   | 12        | 4         | 9         | 1         | 0         | .929      |
| 2018  | SD    | 22        | 14        | 16        | 1         | 1         | .968      |
| 2018  | STL   | 9         | 3         | 5         | 1         | 1         | .889      |
| '18計 | STL   | 31        | 17        | 21        | 2         | 2         | .950      |
| 2019  | DET   | 7         | 4         | 6         | 1         | 0         | .909      |
| MLB   | MLB   | 203       | 78        | 149       | 14        | 11        | .942      |

- 2019年度シーズン終了時

### 記録
- MLBオールスターゲーム選出：1回（2014年）

### 背番号
- 66（2010年 - 2012年）
- 38（2013年 - 2016年、2018年 - 同年8月4日、2019年）
- 44（2017年）
- 33（2018年8月12日 - 同年終了）

### 代表歴
- 2007年パンアメリカン競技大会野球アメリカ合衆国代表